# Krigsåret 2010

## Pågående krig
- Afghanistankriget (2001-)[1]

- Colombiakonflikten (1964-)

- Darfurkonflikten (2003-)

- Irakkriget (2003–)[1]
  - Irak på ena sidan
  - USA, Storbritannien med flera på andra sidan

## Årets händelser
- 20 februari - Vapenvila i Darfurkonflikten mellan Sudan och den sista större gerillagruppen JEM.[2]

### Juli
- 1 – Efter beslut i Sveriges riksdag den 16 juni 2009 avskaffas den svenska allmänna värnplikten,[3] som har funnits sedan 1901, i fredstid och ersättas med en frivillig grundläggande soldatutbildning.[4]

### Augusti
- 19 – USA:s sista stridande soldater lämnar Irak.

### December
- 31 – Sveriges Radio rapporerar att fortfarande finns över 80 000 minor kvar i Östersjön och Västerhavet, vilka lagts ut mellan Krimkriget och andra världskrigets slut [5].

## Avlidna
- 4 januari – Tsutomu Yamaguchi, 93, japansk överlevare av atombombningarna av Hiroshima och Nagasaki.

### Fotnoter
1. 1 2  ”World Statesmen”. http://www.worldstatesmen.org/WARS.html. Läst 28 juni 2011.
2. ↑  http://www.dn.se/nyheter/varlden/vapenvila-i-darfurkonflikten
3. ↑  Sveriges Television 16 juni 2009 – Värnplikten avskaffas Arkiverad 7 oktober 2012 hämtat från the Wayback Machine.
4. ↑  Sveriges Television 16 juni 2009 – Allmänna värnplikten skrotas Arkiverad 26 april 2011 hämtat från the Wayback Machine.
5. ↑  ”Sveriges Radio 31 december 2010 – Tiotusentals minor i vattnen nära Sverige”. Arkiverad från originalet den 2 januari 2011. https://web.archive.org/web/20110102183237/http://sverigesradio.se/sida/artikel.aspx?programid=83&artikel=4269295. Läst 31 december 2010.